# Martin-JAP
Martin-JAP is een historisch motorfietsmerk.
De bedrijfsnaam was: Victor Martin & Co. Ltd., Elmhurst Works, Bruce Glove, Londen.
Victor Martin was een bekende constructeur van speedwaymotoren met de speciale baansport-blokken van JAP. Door de productie van pure sportmachines bleven de productie-aantallen laag, maar het bedrijf hield het toch lang vol, van 1929 tot 1957.